# Noé Pamarot
Louis Noé Pamarot (* 14. April 1979 in Fontenay-sous-Bois, Frankreich) ist ein ehemaliger französischer Fußballspieler.

## Spielerkarriere
Noé Pamarot startete seine Karriere als Fußballer 1997 beim unterklassigen FC Martigues. Nach zwei Jahren machte er den Traditionsverein OGC Nizza auf sich aufmerksam und er wechselte in die Ligue 1. Schon in seiner ersten Spielzeit bei den Südfranzosen wurde er an den englischen Erstligisten FC Portsmouth ausgeliehen und kam zweimal in der Premier League zum Einsatz. Insgesamt erzielte Pamarot sechs Tore in 122 Spielen für Nizza.
Im Jahr 2004 folgte endgültig der Schritt in die Premier League. Für Tottenham Hotspur spielte er zwei Jahre lang. Anschließend folgte 2006 der Wechsel zum Ligarivalen FC Portsmouth. Im zweiten Anlauf konnte sich der Franzose bei den Südwest-Engländern durchsetzen und gewann 2008 sogar den FA Cup mit seiner Mannschaft.
2009 wechselte er für zwei Jahre zu Hércules Alicante und anschließend zum FC Granada. Dort konnte er sich jedoch nicht durchsetzen und verließ den Verein im September 2012 wieder. Danach war er zuerst vereinslos und kehrte schließlich im Januar 2013 zu Hércules Alicante zurück, wo er nach 50 Spielen sein Karriereende bekannt gab.

## Erfolge
FC Portsmouth
- FA Cup: 2007/8